# Comuna de Ropczyce
Ropczyce (polaco: Gmina Ropczyce) é uma gminy (comuna) na Polónia, na voivodia de Subcarpácia e no condado de Ropczycko-sędziszowski. A sede do condado é a cidade de Ropczyce.
De acordo com os censos de 2004, a comuna tem 25 965 habitantes, com uma densidade 186,8 hab/km².

## Área
Estende-se por uma área de 138,99 km², incluindo:
- área agricola: 73%
- área florestal: 16%

## Demografia
Dados de 30 de Junho 2004:
|                      | Total   | Total | Mulheres | Mulheres | Homens  | Homens |
| -------------------- | ------- | ----- | -------- | -------- | ------- | ------ |
|                      | pessoas | %     | pessoas  | %        | pessoas | %      |
| População            | 25 965  | 100   | 13 062   | 50,3     | 12 903  | 49,7   |
| Densidade (pop./km²) | 186,8   | 100   | 94       | 94       | 92,8    | 92,8   |

De acordo com dados de 2002, o rendimento médio per capita ascendia a 1211,46 zł.

## Subdivisões
Brzezówka, Gnojnica Dolna, Gnojnica Wola, Lubzina, Łączki Kucharskie, Mała, Niedźwiada, Okonin

## Comunas vizinhas
- Dębica, Ostrów, Sędziszów Małopolski, Wielopole Skrzyńskie